# 维西黄耆
维西黄耆（学名：Astragalus weixiensis）是豆科黄芪属的植物，为中国的特有植物。分布于中国大陆的云南等地，生长于海拔3,200米的地区，一般生长在山坡上，目前尚未由人工引种栽培。